# Bernardino Fernández de Velasco

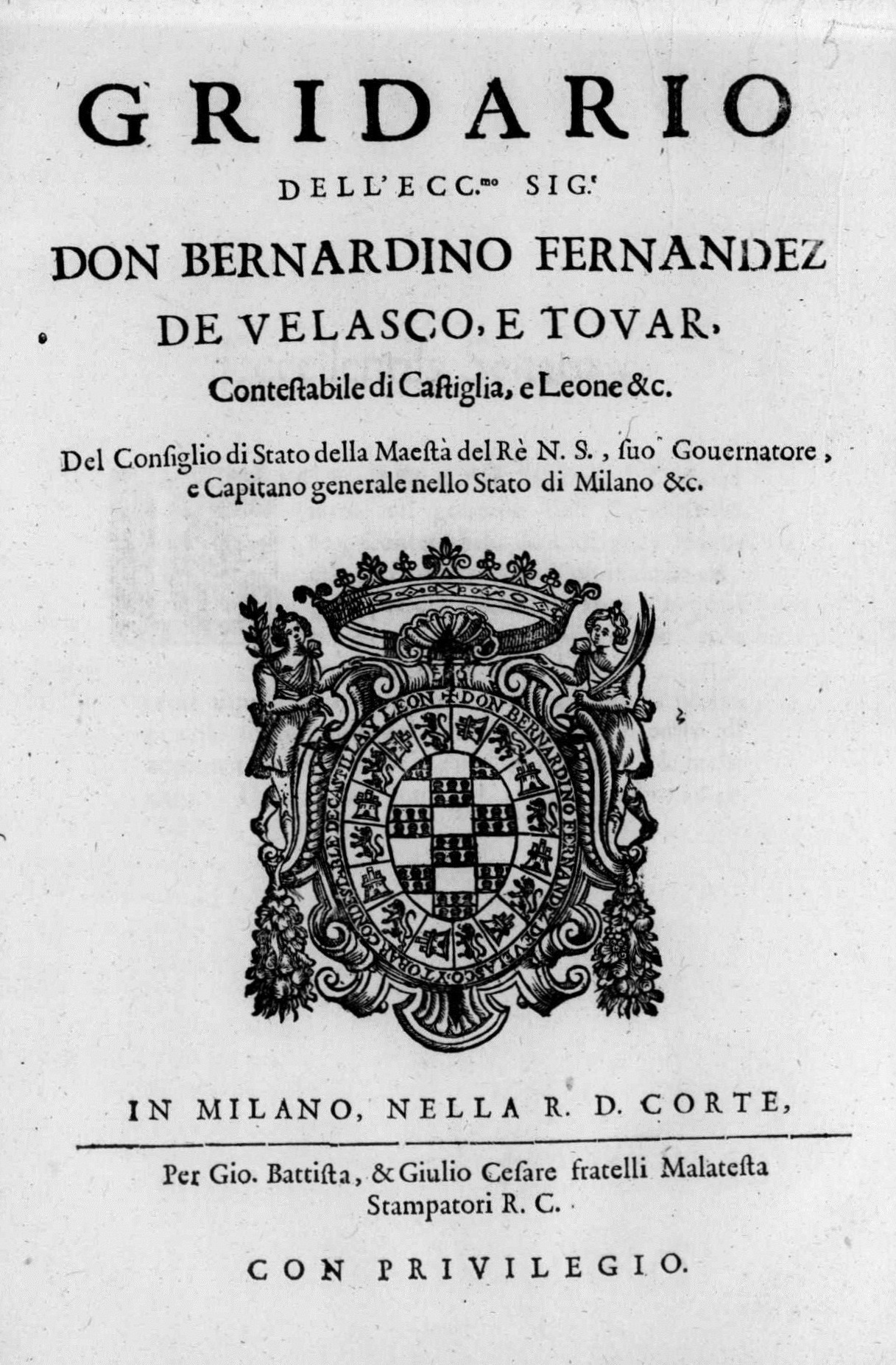
Gridario (raccolta di gride) del 1647 di Bernardino Fernández de Velasco.

Bernardino Fernández de Velasco y Tovar, VI duca di Frías (Madrid, 1610 – 1652), è stato un generale e politico spagnolo.

## Biografia
Bernardino Fernández de Velasco era il figlio primogenito del duca Juan Fernández de Velasco e di sua moglie, María Angela de Aragón y Guzmán. Tra i nipoti di Bernardino ricordiamo il re Giovanni IV del Portogallo.
Alla morte del padre, nel 1613, oltre ai titoli nobiliari di famiglia, ereditò anche l'incarico di Connestabile di Castiglia sebbene difatti non poté agire in quella veste sino al raggiungimento della maggiore età. Nel 1645 venne prescelto quale viceré d'Aragona rimanendo in carica sino al 1647 quando, come già il padre, Bernardino venne nominato governatore del Ducato di Milano rimanendovi sino al 1648.
Da governatore decise, tra l'altro, di concedere in feudo intere porzioni del territorio ducale, che nel 1647 vennero messe all'asta e assegnate al miglior offerente (talvolta, unitamente al titolo di marchese o conte). Agli abitanti venne concessa la possibilità di riscattare le terre infeudate, dietro pagamento di una somma pari a 40 lire per fuoco.
Rientrato in Spagna vi morirà nel 1652.

## Matrimonio e figli
Nel 1629, il duca sposò la nobildonna Isabel María de Guzmán, dalla quale ebbe quattro figli:
- Íñigo Fernández de Velasco, VII duca di Frías
- Juana de Velasco y Tovar, sposò in prime nozze Enrique Felípez de Guzmán, I marchese di Mayrena, poi in seconde nozze Alonso Melchor Téllez-Girón y Pacheco ed in terze nozze Juan Enríquez de Borja, VII marchese di Alcañices
- Francisco de Velasco, V marchese di Berlanga
- Andrea de Velasco, sposò in prime nozze Manuel Enríquez de Almansa, X conte di Alba de Liste e in seconde nozze Lorenzo de Cárdenas, XIII conte di la Puebla del Maestre

Rimasto vedovo della prima moglie, si risposò con María Enríquez Sarmiento de Mendoza, ma la coppia non ebbe figli.
Egli ebbe inoltre un figlio illegittimo:
- Francisco Fernández de Velasco y Tovar, marchese di Carvajal, (Madrid, Spagna,  1646 - ????, 1716), governatore militare di Ceuta e Cadice, combattente valoroso in Portogallo e nelle Fiandre e nel 1697 in Catalogna contro le truppe francesi guidate da Luigi Giuseppe di Borbone, duca di Vendôme, e a Barcellona nell'ambito della Guerra di successione spagnola.

## Ascendenza
|                                                                  |                            |                                | Genitori                                  |  |  | Nonni |  |  | Bisnonni                       |  |  | Trisnonni                                    |  |
|                                                                  |                            |                                |                                           |  |  |       |  |  | Juan Sancho de Tovar y Velasco |  |  | Íñigo Fernández de Velasco, II duca di Frías |  |
|                                                                  |                            |                                |                                           |  |  |       |  |  | Juan Sancho de Tovar y Velasco |  |  | Íñigo Fernández de Velasco, II duca di Frías |  |
|                                                                  |                            | María Tovar de Berlanga        |                                           |  |  |       |  |  | Juan Sancho de Tovar y Velasco |  |  |                                              |  |
| Íñigo Fernández de Velasco y Tovar                               |                            |                                |                                           |  |  |       |  |  | Juan Sancho de Tovar y Velasco |  |  |                                              |  |
|                                                                  |                            | María Girón de Guzmán          | Pedro Tellez Girón y Velasco              |  |  |       |  |  |                                |  |  |                                              |  |
|                                                                  |                            | María Girón de Guzmán          | Pedro Tellez Girón y Velasco              |  |  |       |  |  |                                |  |  |                                              |  |
|                                                                  |                            | María Girón de Guzmán          | Mencía de Guzmán Velasco                  |  |  |       |  |  |                                |  |  |                                              |  |
| Juan Fernández de Velasco y Tovar                                |                            | María Girón de Guzmán          |                                           |  |  |       |  |  |                                |  |  |                                              |  |
|                                                                  |                            | Juan Alfonso Pérez de Guzmán   | Juan Alfonso Pérez de Guzmán              |  |  |       |  |  |                                |  |  |                                              |  |
|                                                                  |                            | Juan Alfonso Pérez de Guzmán   | Juan Alfonso Pérez de Guzmán              |  |  |       |  |  |                                |  |  |                                              |  |
|                                                                  |                            | Juan Alfonso Pérez de Guzmán   | Leonor de Zúñiga                          |  |  |       |  |  |                                |  |  |                                              |  |
| Anna Perez de Guzmán y Aragon                                    |                            | Juan Alfonso Pérez de Guzmán   |                                           |  |  |       |  |  |                                |  |  |                                              |  |
|                                                                  |                            | Ana de Aragón y Gurrea         | Alonso de Aragón y Ruiz de Iborre         |  |  |       |  |  |                                |  |  |                                              |  |
|                                                                  |                            | Ana de Aragón y Gurrea         | Alonso de Aragón y Ruiz de Iborre         |  |  |       |  |  |                                |  |  |                                              |  |
|                                                                  |                            | Ana de Aragón y Gurrea         | Anna de Gurrea                            |  |  |       |  |  |                                |  |  |                                              |  |
| Bernardino Fernández de Velasco y Tovar                          |                            | Ana de Aragón y Gurrea         |                                           |  |  |       |  |  |                                |  |  |                                              |  |
|                                                                  | Diego Fernández de Córdoba | Luis Fernández de Córdoba      |                                           |  |  |       |  |  |                                |  |  |                                              |  |
|                                                                  | Diego Fernández de Córdoba | Luis Fernández de Córdoba      |                                           |  |  |       |  |  |                                |  |  |                                              |  |
|                                                                  | Diego Fernández de Córdoba | Francesca Fernández de Córdoba |                                           |  |  |       |  |  |                                |  |  |                                              |  |
| Luis Ramón Folch d'Aragón-Cardona-Córdoba y Fernández de Córdoba | Diego Fernández de Córdoba |                                |                                           |  |  |       |  |  |                                |  |  |                                              |  |
|                                                                  |                            | Juana de Aragón y de Cardona   | Alfonso de Aragón y Portugal              |  |  |       |  |  |                                |  |  |                                              |  |
|                                                                  |                            | Juana de Aragón y de Cardona   | Alfonso de Aragón y Portugal              |  |  |       |  |  |                                |  |  |                                              |  |
|                                                                  |                            | Juana de Aragón y de Cardona   | Juana Folch de Cardona y Manrique de Lara |  |  |       |  |  |                                |  |  |                                              |  |
| Juana de Aragón de Cordoba y Cardona                             |                            | Juana de Aragón y de Cardona   |                                           |  |  |       |  |  |                                |  |  |                                              |  |
|                                                                  |                            | Luis Enríquez de Cabrera       | Luis Enríquez de Cabrera y Téllez-Girón   |  |  |       |  |  |                                |  |  |                                              |  |
|                                                                  |                            | Luis Enríquez de Cabrera       | Luis Enríquez de Cabrera y Téllez-Girón   |  |  |       |  |  |                                |  |  |                                              |  |
|                                                                  |                            | Luis Enríquez de Cabrera       | Ana II de Cabrera y de Moncada            |  |  |       |  |  |                                |  |  |                                              |  |
| Ana Enriquez de Cabrera                                          |                            | Luis Enríquez de Cabrera       |                                           |  |  |       |  |  |                                |  |  |                                              |  |
|                                                                  |                            | Ana de Mendoza y Mendoza       | Diego Hurtado de Mendoza                  |  |  |       |  |  |                                |  |  |                                              |  |
|                                                                  |                            | Ana de Mendoza y Mendoza       | Diego Hurtado de Mendoza                  |  |  |       |  |  |                                |  |  |                                              |  |
|                                                                  |                            | Ana de Mendoza y Mendoza       | Maria Hurtado de Mendoza                  |  |  |       |  |  |                                |  |  |                                              |  |
|                                                                  |                            | Ana de Mendoza y Mendoza       |                                           |  |  |       |  |  |                                |  |  |                                              |  |